# Гаазе, Константин Борисович
Константин Борисович Гаазе (род. 17 ноября 1979 или 1979, Москва) — российский журналист и социолог.

## Биография
Родился 17 ноября 1979 года в Москве. В 2001 году окончил факультет государственного управления МГУ.
Занимался связью с общественностью (PR) для «Москвы-Сити» и правительства Москвы, а также рекламным бизнесом.
В 2006—2008 годах — советник министра сельского хозяйства РФ.
С 2008 года занялся журналистской деятельностью. В 2008—2016 годах печатался в журнале «Русский Newsweek», издании «Slon», агентстве «Интерфакс», а также работал редактором в газете «Московские новости» и журнале «Большой город». С сентября по декабрь 2014 года был главным редактором журнала «Большой город».
С 2015 года постоянно сотрудничает с Московским центром Карнеги.
В 2016 году получил магистерскую степень по социологии по совместной программе Манчестерского университета и Московской высшей школы социальных и экономических наук (МВШСЭН). С 2017 года преподаёт в МВШСЭН курс «История теоретической социологии».
Сфера научных интересов — российский авторитаризм, российская бюрократия, патронажные сети в российской элите, политическая экономия и политическая философия авторитаризма.
С января 2021 года по февраль 2022 вместе со специальным корреспондентом «Медузы» Андреем Перцевым вёл политический подкаст «Перцев и Гаазе» (ранее — субботний выпуск подкаста «Что случилось»).

## Награды
В 2017 году получил премию «Профессия — журналист» фонда «Открытая Россия» в номинации «Публицистика» за статью «Гибрид или диктатура — 2. Как сложилась коалиция войны Владимира Путина».